# Джордж Уеа
Джордж Мане Опонг Усман Уеа (на английски: George Manneh Oppong Ousman Weah) е роден на 1 октомври 1966 г. в Монровия, Либерия. Той е либерийски политик и бивш футболист.
През 1995 г. е обявен за Футболист на годината на ФИФА (и е единственият награден от Африка), носител на Златната топка на Европа и Африкански футболист на годината. Остава и един от най-добрите футболисти от черния континент за всички времена. След футбола Уеа се занимава с хуманитарна и политическа дейност. В продължение на няколко години е Посланик на добра воля към УНИЦЕФ. През 2005 г. губи президентските избори в родината си. През декември 2017 г. е избран за президент на Либерия.

## Лична биография
Уеа е роден и израснал в гетата на квартал Клара в Монровия. Член е на етническата група Кру, чиито корени са в югоизточната част на Либерия (един от най-бедните райони на страната). Родителите му са Уилям Т. Уеа старши и Анна Кайеуеа. Младежът е отгледан главно от баба си по бащина линия, Ема Браун. Средното си образование получава в училищата Мюзлим Конгрес и гимназията Уелс Хеърстън. Преди футболът да му отвори пътя към чужбина, Уеа работи за Либерийската телекомуникационна корпорация като техник.
Уеа получава бакалавърска степен по спортен мениджмънт в университета Паркууд, Лондон. Дипломата от това училище, обаче, е непризната и се дава без учение и самото училище е затворено от Федералната комисия по търговия на САЩ и британското правителство. През 1999 г. либерийския университет А.М.Е Зион Юнивърсити Колидж присъжда на Уеа докторска степен по заслуги към хуманитарните науки.
Уеа е женен за Клар Уеа, американка от ямайски произход, и има три деца: Джордж младши, Тита и Тимъти.

## Футболна кариера
Уеа започва своята кариера в либерийския клуб Инвинсибъл Илевън (от англ., Недосегаемата единадесеторка) и камерунския Тонер Йоунде. Следва преминаване в Европа през 1988 г., когато Уеа започва да играе за ФК Монако. С този тим той печели Френската купа през 1991 г. През 90-те играчът преминава през: ПСЖ (1992 – 95), където печели Първенството на Франция през 1994 г.; Милан (1995 – 2000), с които постига първо място в Лигата на Италия през 1996 и 1999 г. През 1995 г. Уеа е обявен за Играч на годината на ФИФА (и е единственият награден от Африка), носител на Златната топка на Европа и Африкански футболист на годината. Той напуска Милан през август 2000 г., за да влезе последователно в редиците на Ф.К. Челси, Манчестър Сити и Олимпик Марсилия. През май 2001 г. Уеа преминава във ФК Ал Джазира от ОАЕ.
Въпреки забележителните си успехи на клубно ниво, Уеа не успява да донесе на националния отбор на Либерия голямата радост да достигнат Световно първенство по футбол. Той е помагал на състава по всички възможни начини – бил е играч, треньор и спонсор. Това, обаче, носи допълнителна слава на Уеа като един от най-великите играчи в света, които не са играли в най-големия световен турнир.